# Shinahota
Shinahota ist eine Kleinstadt im Departamento Cochabamba im Tiefland des südamerikanischen Andenstaates Bolivien. 

## Lage im Nahraum
Shinahota ist die bevölkerungsstärkste Stadt in der Provinz Tiraque und zentraler Ort des im Jahr 2009 neu geschaffenen Municipio Shinahota. Die Ortschaft liegt ganz im Norden der Provinz auf einer Höhe von 267 m am östlichen Ufer des Río Vinchuta vor seiner Mündung in den Río Chapare.

## Geographie
Shinahota liegt im bolivianischen Tiefland am nordöstlichen Rand der Anden-Gebirgskette der Cordillera Oriental in den bolivianischen Yungas.
Die mittlere Durchschnittstemperatur der Region liegt bei 27 °C (siehe Klimadiagramm Villa Tunari) und schwankt nur unwesentlich zwischen 23 °C im Juni und Juli und knapp 29 °C von November bis Februar. Das Klima ist ganzjährig humid, der Jahresniederschlag beträgt etwa 2.300 mm. Das Niederschlagsmaximum liegt in den Sommermonaten Dezember und Januar mit über 300 mm, weniger feucht sind die Wintermonate von Juni bis September mit jeweils 60 bis 100 mm Niederschlag.

## Verkehrsnetz
Südwestlich von Shinahota in einer Entfernung von 183 Straßenkilometern liegt Cochabamba, die Hauptstadt des Departamentos.
Durch Cochabamba führt die 1.657 km lange Fernstraße Ruta 4, die ganz im Westen an der chilenischen Grenze bei Tambo Quemado beginnt und quer über den Altiplano und über Cochabamba nach Villa Tunari am Fuß der Kordillere führt. Von Villa Tunari sind es 22 Kilometer bis Shinahota und noch einmal zehn Kilometer bis zur Nachbarstadt Chimoré. Die Ruta 4 führt dann weiter bis zur Tiefland-Metropole Santa Cruz und endet schließlich im südöstlichen Teil des Landes an der Grenze zu Brasilien bei der Stadt Puerto Quijarro.

## Bevölkerung
Die Einwohnerzahl der Ortschaft ist in den vergangenen beiden Jahrzehnten auf fast das Doppelte angestiegen:
| Jahr | Einwohner | Quelle       |
| ---- | --------- | ------------ |
| 1992 | 3 149     | Volkszählung |
| 2001 | 4 291     | Volkszählung |
| 2012 | 5 669     | Volkszählung |
| 2024 |           | Volkszählung |

Die Region weist einen hohen Anteil an Quechua-Bevölkerung auf, in der Provinz Tiraque sprechen 92,7 Prozent der Bevölkerung die Quechua-Sprache.